# Naturalization Act of 1790
Naturalization Act of 1790 var den första lag i USA som fastställde reglerna för amerikanskt medborgarskap. De som omfattades var begränsade till invandrare som var "fria vita personer" av "god moralisk karaktär". Den gällde inte indianer, kontraktstjänare, slavar, fria svarta samt asiater. Kvinnor omfattades, men medborgarrätten gällde "inte personer vars fäder aldrig bott i USA". Medborgarskapet ärvdes genom fadern. Detta var enda gången som barn födda utanför USA räknades som utlänningar.

### Fotnoter
1. ↑  Hymowitz; Weissman (1975). A History of Women in America. Bantam
2. ↑  Schultz, Jeffrey D. (2002). Encyclopedia of Minorities in American Politics: African Americans and Asian Americans. sid. 284. http://books.google.com/books?id=WDV40aK1T-sC&pg=PA284&dq=African+Americans+discriminated+by+Naturalization+Act+of+1790&cd=1#v=onepage&q=&f=false. Läst 25 mars 2010